# 帕西采雷 (巴爾塔市鎮)

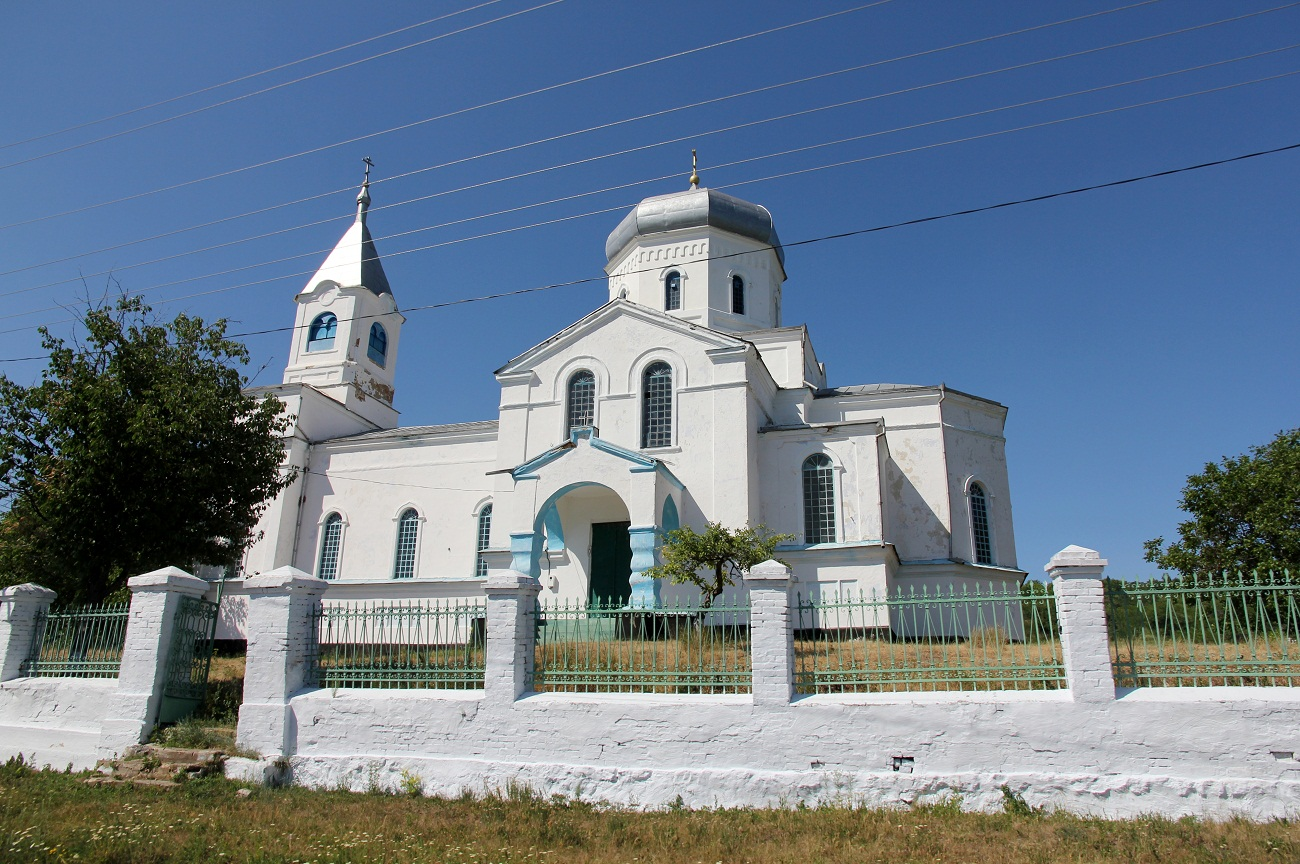

帕西采利（羅馬化：Pasytsely）是位於烏克蘭敖德萨州波迪利斯克区的巴爾塔市鎮的村莊。該村處於蒂利胡爾河畔，始建於1724年，面積13.16平方公里，海拔高度122米，2001年人口1,369。
47°50′11″N 29°39′0″E / 47.83639°N 29.65000°E